# Promelitta alboclypeata
Promelitta alboclypeata is een vliesvleugelig insect uit de familie Melittidae. De wetenschappelijke naam van de soort is voor het eerst geldig gepubliceerd in 1900 door Friese.